# João Lopes, Filho
João Lopes Filho foi um canteiro português do século XVI, filho de João Lopes, o Velho.
Viveu a maior parte da sua vida em Viana do Castelo, onde teria colaborado com seu pai na conclusão do Chafariz da Praça da Rainha, actual Praça da República (1554 ou 1555). Posteriormente dirigiu várias obras de encanamento de águas para este chafariz.  
Foi responsável, também, por esculpir o pelourinho de Arcos de Valdevez.